# Isaac Peral
Isaac Peral y Caballero (Cartagena, España, 1 de junio de 1851-Berlín, 22 de mayo de 1895) fue un científico, marino y militar español, teniente de navío de la Armada e inventor del primer submarino torpedero a propulsión eléctrica y plenamente funcional, conocido como el submarino Peral. Actualmente, el último submarino de la Armada española, de la clase S80, lleva su nombre.
Tuvo una intensa carrera en la Armada Española, interviniendo en la guerra de los Diez Años en Cuba y en la tercera guerra carlista, por lo que fue felicitado y condecorado. También destacó en trabajos y misiones de carácter científico: escribió un «tratado teórico práctico sobre huracanes», trabajó en el levantamiento de los planos del canal de Simanalés (Filipinas) y en 1883 se hizo cargo de la cátedra de Física-Matemática de la Escuela de Ampliación de Estudios de la Armada.
Tras la crisis de las Carolinas en 1885, Isaac Peral se consideró en la obligación de comunicar a sus superiores que había resuelto definitivamente el reto de la navegación submarina. Tras un riguroso análisis de su proyecto por los más cualificados científicos de la Escuela de Ampliación, estos dieron su aprobación para que fuese trasladado al ministro de Marina, Manuel de la Pezuela, quien recibió el proyecto con caluroso entusiasmo. Sin embargo, los ministros que le sucedieron demostraron indiferencia o abierta hostilidad –Beránger y Rodríguez Arias–.
Gracias al apoyo de la reina regente María Cristina, el submarino fue finalmente botado en 1888. Sin embargo, a pesar del éxito de las pruebas de la nave, las autoridades del momento desecharon el invento y alentaron una campaña de desprestigio contra el inventor, al cual no le quedó más remedio que solicitar la baja en la Marina e intentar aclarar a la opinión pública la verdad de lo sucedido.

## Biografía

### Juventud

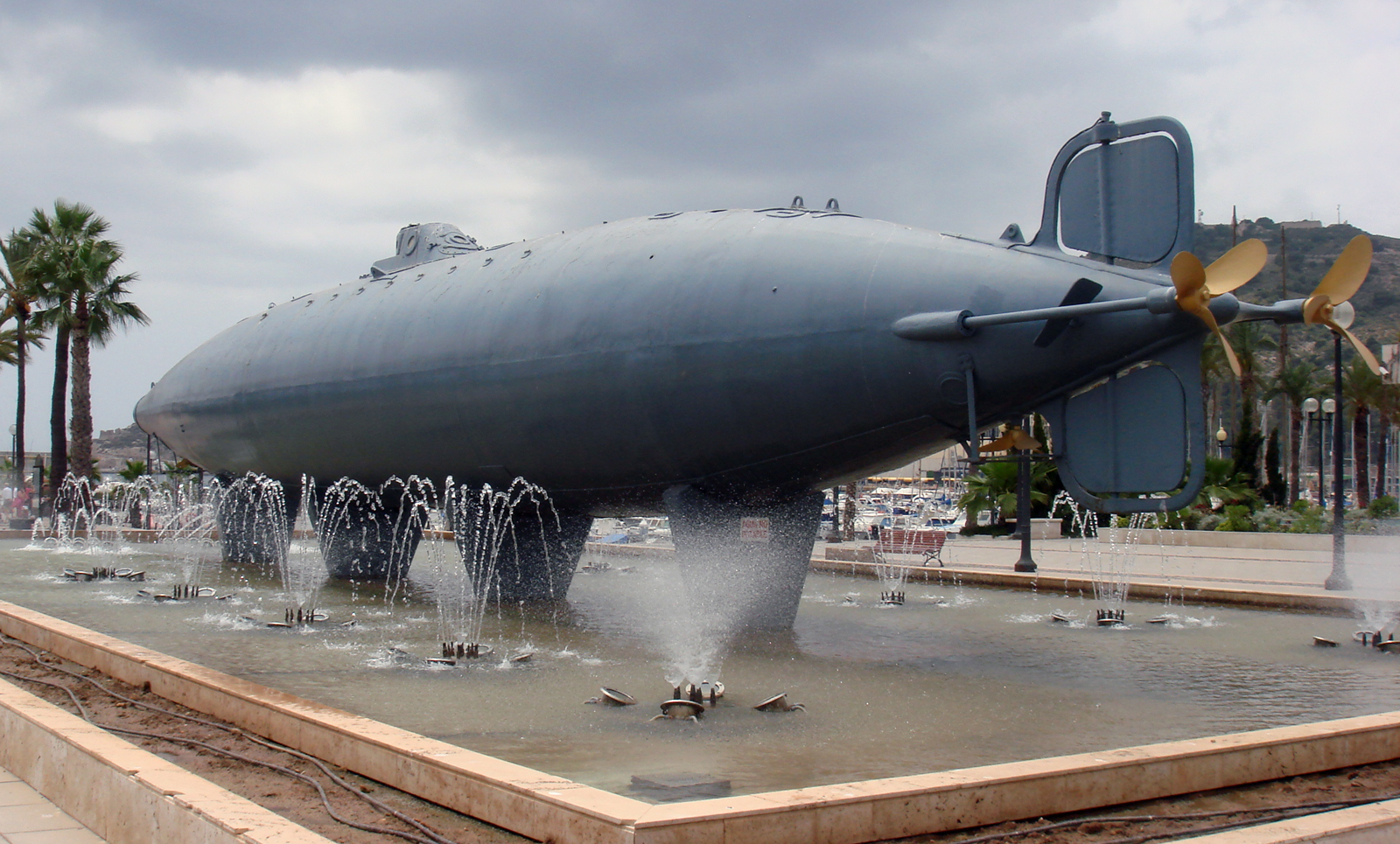
Submarino Peral en 2007 en Cartagena.

Nació en 1851 en el callejón de Zorrilla de la ciudad de Cartagena, hijo de Juan Manuel Peral y Torres e Isabel Caballero. Tuvo dos hermanos, alistados también en la Armada: Pedro (1849-1897), capitán de fragata; y Manuel (1862-1900), al mando del cañonero Leite durante la batalla de Cavite de 1898, y al que se formó consejo de guerra tras entregarse a los estadounidenses sin presentar combate, falleciendo años más tarde con el grado de teniente de navío.
Como su padre siempre estaba destinado en algún punto de los territorios españoles, su madre Isabel no se arredró, y como los salarios no daban para mucho, envió el 9 de enero de 1860 una solicitud a la reina Isabel II, la cual concedió al joven Isaac, de tan solo ocho años, el título de aspirante de Marina y el derecho a utilizar el uniforme de la corporación, con el compromiso de ingresar en la Escuela Naval en cuanto alcanzara la edad pertinente.

### Servicio en la Armada
El 1 de julio de 1865 pasó el examen de acceso al Colegio Naval Militar de San Fernando, donde comenzó sus estudios, aplicándose por entero a la aritmética de Serret, la geometría de Rouché y Comberousse y al álgebra de Briot. Por su gran facilidad para aprender estas materias, el 26 de diciembre de 1866 se le dio el grado de guardiamarina de segunda clase, y de hecho sus compañeros llegaron a apodarlo «el profundo Isaac». Aparte de las mencionadas materias, se empapó de otras materias más propias de la náutica, como la construcción naval, maniobra, pilotaje, astronomía, historia naval, historia de España, mecánica, física y máquinas de vapor.

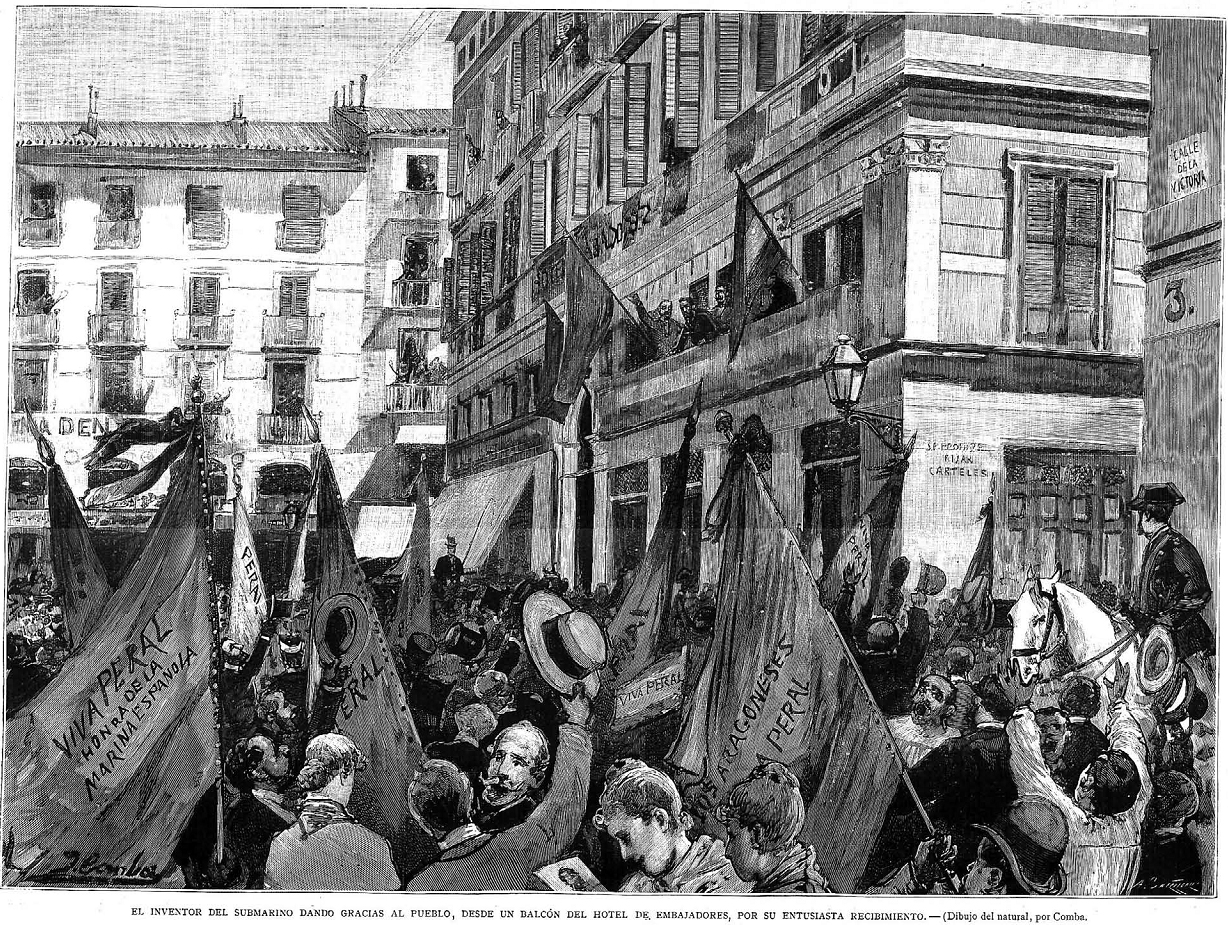
Isaac Peral, saludando desde un balcón del hotel de Embajadores, dibujo de Juan Comba en La Ilustración Española y Americana, 1890.

El 21 de enero de 1867 embarcó por orden superior en la corbeta Villa de Bilbao, con la que realizó varios viajes y evoluciones. Al embarcar observó fondeada en las cercanías de la corbeta a la fragata Numancia, que había arribado a la bahía el 20 de septiembre anterior después de novecientos sesenta días de ausencia de la Península después de dar la primera vuelta al mundo de un buque acorazado.
El 23 de abril de 1867, zarpó la corbeta, arribando el 26 del mismo mes al puerto de Málaga y visitando a continuación los de Santa Pola, Alicante, Rosas, Barcelona, Palma de Mallorca, Mahón y Cartagena. Allí tuvo oportunidad de poder visitar el último navío de línea español, el Isabel II, que permanecía de pontón en el arsenal, y de ver fondeadas juntas a las dos fragatas acorazadas, la Numancia, la Zaragoza que se encontraban junto a la de hélice Gerona, que por casualidad se habían reunido. Zarpó la corbeta de este Arsenal con rumbo al de Cádiz, arribando el 28 de abril, por lo que había permanecido en su navegación y visitas cincuenta días.
A los pocos días, todos los guardiamarinas recibieron la orden de transbordar a la urca Santa María, un navío muy robusto preparado para largas navegaciones de altura a pesar de sus muchos años de servicio. Peral fue designado gaviero de la seca ó vega mayor del mesana, lo que le vino muy mal dado su físico endeble. Se hicieron a la mar el 20 de noviembre, no sin antes saludar al buque insignia, la fragata Almansa que se encontraba en la bahía y enarbolaba el gallardete del Almirante de la flota, realizando las salvas pertinentes.

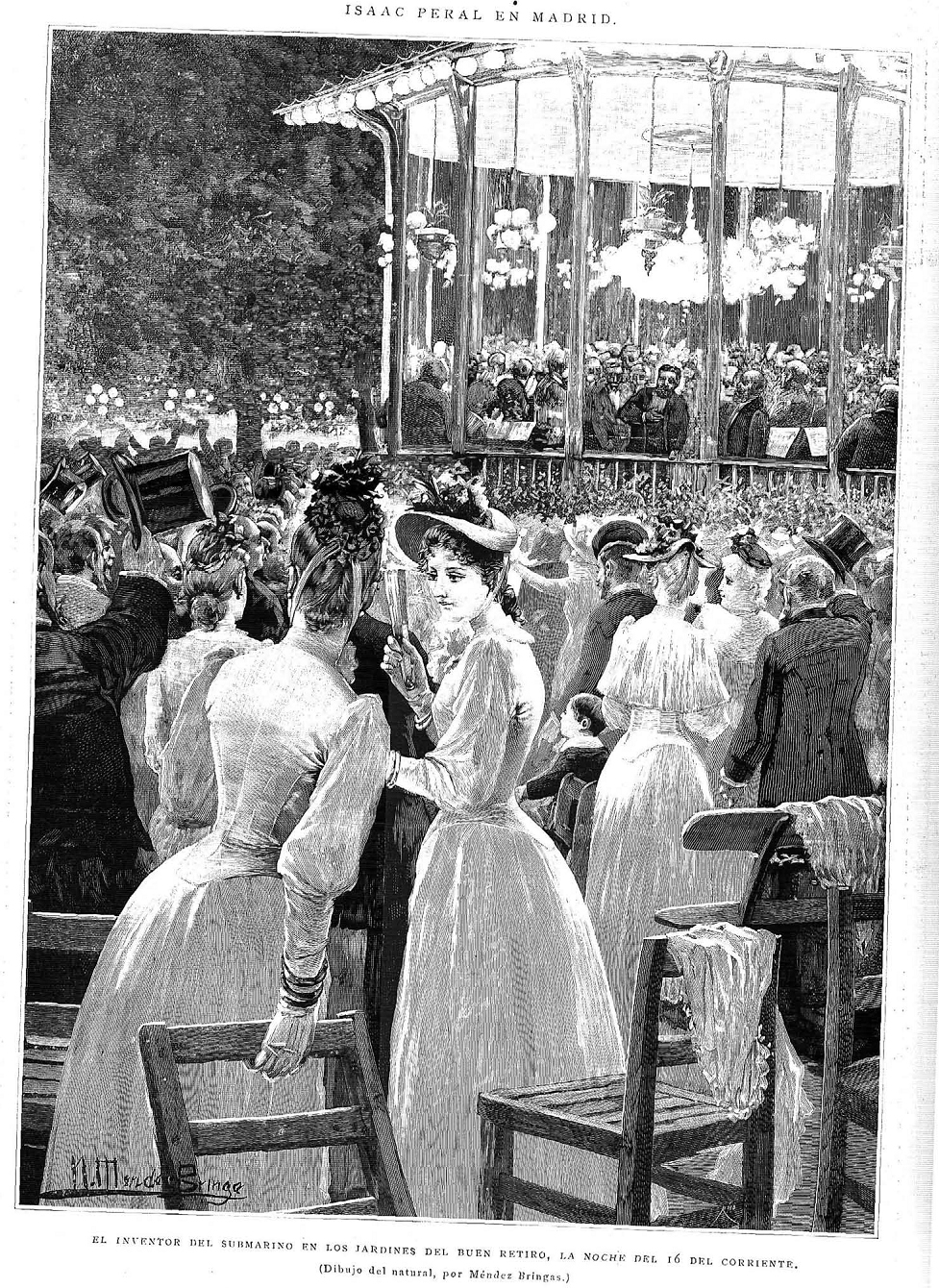
Isaac Peral, en los jardines del Buen Retiro, 16 de julio de 1890, dibujo de Méndez Bringa y grabado de Rico, en La Ilustración Española y Americana

Una vez salió a alta mar, se arrumbó el buque con destino a las Canarias, pero por unos vientos contrarios les fue muy penosa la navegación, ya que estuvieron casi todo el viaje dando bordadas para coger el respectivo viento y seguir el marcado rumbo, lo que les hizo fondear en Santa Cruz de Tenerife el día 26 de noviembre. Zarparon de este puerto con rumbo al Sur, cruzaron por primera vez la línea del ecuador y prosiguieron su rumbo, que al igual que la vez anterior, los vientos parecían ir en contra de la urca, y cuando no, estos dejaban de soplar, por lo que se encontraban con calmas arduas de soportar en tan pequeño cascarón. Peral fue tomando notas de todo cuanto se encontraba en el viaje, así como hallando posiciones tanto diurnas como nocturnas, por lo que en ningún momento se encontró sin trabajo.
Así continuó el viaje, que al principio transcurrió por las costas africanas, pasaron cerca de la isla Santa Elena, continuando su andar lento pero seguro, hasta cruzar al continente africano, y por sus costas, doblar el cabo de Buena Esperanza. Desde aquí se puso rumbo hasta arribar al fondeadero de Batavia, en Java, el 26 de abril de 1868. Al cabo de 48 horas volvieron a hacerse a la mar, con rumbo a las Filipinas, arribando al fondeadero de Manila el 14 de junio del mismo año, tras 201 días de navegación. La urca llegó en tan mal estado que hubo que ponerla en seco en el arsenal de Cavite, donde fueron reparadas y repasadas todas sus estructuras, tiempo que aprovechó Peral para conocer las islas.
Alistada de nuevo la urca, se volvió a hacer a la mar en viaje de retorno a la Península, no teniendo más remedio que regresar por donde habían llegado, ya que el canal de Suez aún no se había inaugurado. La navegación fue muy dura, con vientos contrarios y la mar agitada, lo que la convertía en una trabajosa experiencia, que Peral no desaprovechó, pues continuó trabajando en su diario. Era tal el retraso, que no se hizo escala hasta haber doblado el cabo de Buena Esperanza, arribando al peñón de Santa Elena el 20 de junio de 1869. Zarpando desde esta llegaron finalmente a la bahía de Cádiz el 22 de octubre de 1869.
En 1876 se casó en Cádiz con María del Carmen Cencio, hija de un médico militar. Tuvieron nueve hijos, aunque cuatro de ellos fallecieron en la infancia. En 1881, Peral se desempeña como subteniente y miembro de un equipo hidrográfico en Filipinas. Mientras estaba allí, durante una visita a la peluquería, recibió un pequeño corte en la sien, que no curó del todo y acabaría degenerando en tumor.

### Turbulencias en España

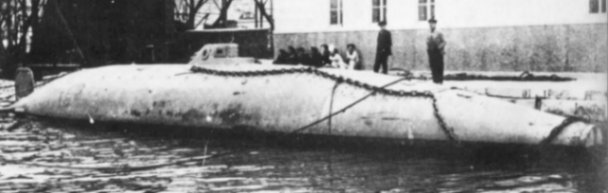
Submarino Peral en 1888.

Debido a su mala salud, Peral ya no pudo viajar, por lo que le fue asignado un puesto en Cádiz como profesor en la nueva escuela naval Escuela de Ampliación de Estudios de la Armada. Así encontró tiempo para seguir con su idea de un submarino a baterías con un sistema para descargar torpedos mientras estaba bajo el agua. Sus principales problemas inicialmente fueron la falta de financiación para desarrollar y poner a prueba los modelos, la falta de apoyo oficial y, sobre todo, su arrogancia al tratar a sus superiores. Después de varios estudios y experimentos, y de obtener el apoyo de compañeros y superiores, Peral presentó su idea al Estado Mayor de la Armada Española, en septiembre de 1885. Gracias al apoyo de la reina regente María Cristina, el submarino fue finalmente botado el 8 de septiembre de 1888. El buque medía 22 m de eslora, 2,76 m de puntal, 2,87 m de manga y desplazaba 77 tn en superficie y 85 tn en inmersión. La propulsión se obtenía de dos motores eléctricos de 30 caballos cada uno; la energía la suministraba una batería de 613 elementos. Incorporaba además un tubo lanzatorpedos, tres torpedos, periscopio, un sofisticado "aparato de profundidades", que permitía al submarino navegar en inmersión a la cota de profundidad deseada por su comandante y mantener el trimado del buque en todo momento, incluso tras el lanzamiento de los torpedos. Y todos los mecanismos necesarios para navegar en inmersión hacia el rumbo prefijado.

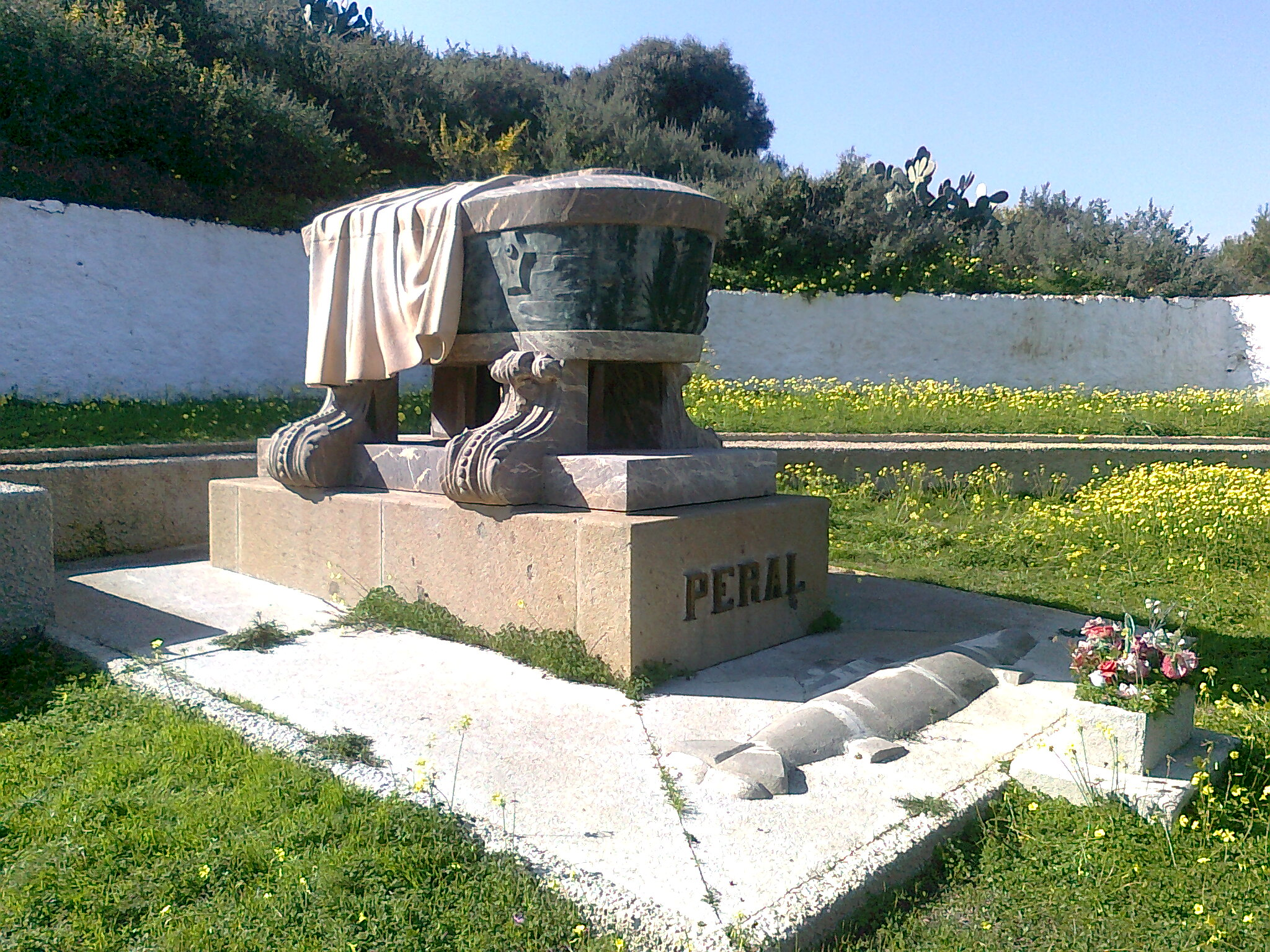
Sepultura de Isaac Peral en el cementerio de Nuestra Señora de los Remedios, Cartagena, España.

Las pruebas oficiales se desarrollaron a lo largo de 1889 y 1890. Conviene resaltar que no se le concedió permiso para efectuar la prueba clave y más elocuente que había solicitado el propio inventor: atravesar sumergido el estrecho de Gibraltar, desde Algeciras hasta Ceuta. A pesar de lo cual, demostró en las pruebas que se verificaron que podía navegar en inmersión a la voluntad de su comandante, con el destino, rumbo y cota predefinidas y en mar abierto. Además, demostró que podía atacar, sin ser visto, a cualquier buque de superficie, incluso de noche. La Comisión Técnica nombrada al efecto avaló el éxito de las pruebas del primer submarino de la historia. Sin embargo, oscuros intereses nunca aclarados motivaron que las autoridades del momento desecharan el invento y alentaran una campaña de desprestigio contra el inventor, al cual no le quedó más remedio que solicitar la baja en la Marina e intentar aclarar a la opinión pública la verdad de lo sucedido. Esto tras su fallecimiento dejaría a su familia en difícil situación económica.
El 5 de noviembre de 1891 se licencia del servicio y es operado de cáncer en Madrid, pero se le impide publicar su manifiesto en ningún medio escrito. Finalmente, consiguió publicarlo, costeándoselo de su bolsillo, en el periódico satírico El Matute.
Dedicado a la vida civil, consiguió fundar varias empresas con éxito, relacionadas con su especialidad: el aprovechamiento de la energía eléctrica. Ejemplo de estas fue la Compañía Termoeléctrica de Manzanares (provincia de Ciudad Real), fundada junto al marqués de Salinas.
El 4 de mayo de 1895, Peral se traslada a Berlín para ser operado del tumor cerebral, pero un descuido en las curas le produce una meningitis que acaba con su vida el 22 de mayo. El 28 de abril de 1911, sus restos mortales son trasladados desde el cementerio de La Almudena de Madrid al cementerio de Nuestra Señora de los Remedios de Cartagena, su ciudad natal.

## Desarrollo posterior del invento

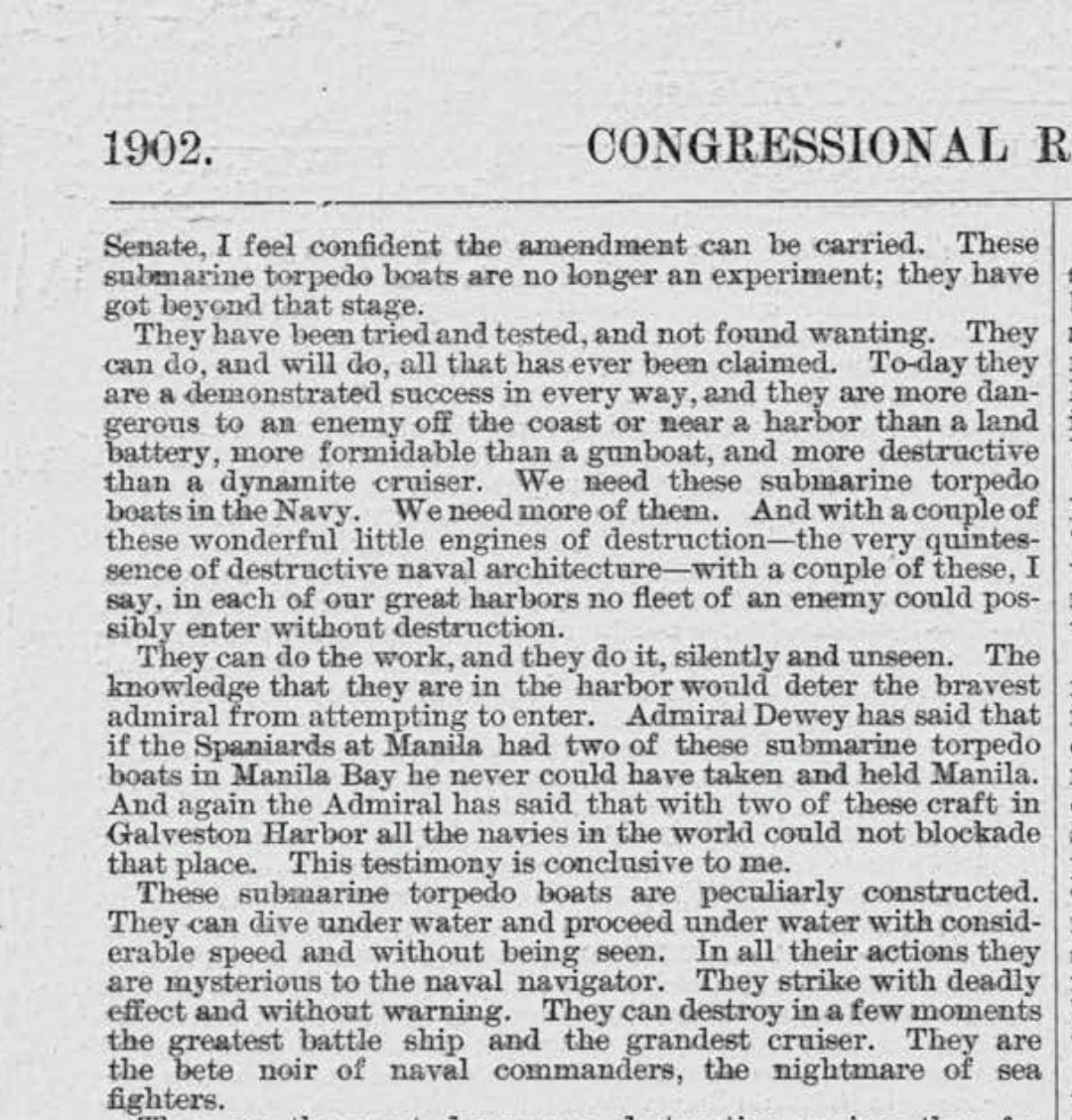
Actas del Congreso de los Estados Unidos recogiendo la opinión del almirante George Dewey sobre Holland y el caso de que España hubiera dispuesto de submarinos durante la guerra hispano-estadounidense.

Su submarino no sería superado hasta más de diez años después. En 1895, John Philip Holland marcó un paso crucial en el desarrollo del submarino al diseñar por primera vez un sistema mixto de combustión interna/propulsión eléctrica que superaría la limitada gama de las baterías.
El primer submarino que entró en servicio activo de la Armada española se construyó en 1917 basado en el submarino clase Holland y se llamó Peral. Su propio submarino experimental fue almacenado por la Armada en 1913, pero fue rescatado en 1929 y enviado a Cartagena, donde se guardó en el Arsenal de la ciudad. Después entregado a la ciudad, fue exhibido desde 1965 en diversas zonas del puerto, hasta que desde 2012 pasó al cercano Museo Naval de Cartagena.

## Condecoraciones
- Cruz al mérito naval con distintivo rojo (2)
- Cruz al mérito naval con distintivo blanco.